# Waradika
Waradika, jedna od nekoliko bandi Bannock Indijanaca iz južnog Idaha. Svoje ime dobili su prema vrsti hrane, a Hoffman ih po tome naziva i Rye-Grass-Seed-Eaters.
Lander ih naziva Warraricas, u prijevodu 'sunflower seed eaters'. Ostale banočke skupine bile su Kutsshundika 'jedaći bizona'; Buffalo-eaters); Penointikara ('jedaći meda'; honey-eaters'); Shohopanaiti (Cottonwood Bannock); i Yambadika, ('Jedaći Korijenja' Root-eaters)